# كونوسوبا
كونوسوبا (بالإنجليزية: KonoSuba) هي سلسلة رواية خفيفة يابانية من تأليف ناتسومي أكاتسوكي.

## الجوائز والترشيحات
| قائمة الجوائز والترشيحات | قائمة الجوائز والترشيحات | قائمة الجوائز والترشيحات  | قائمة الجوائز والترشيحات | قائمة الجوائز والترشيحات | قائمة الجوائز والترشيحات |
| السنة                    | الجائزة                  | الفئة                     | المستلم                  | النتيجة                  | م.                       |
| ------------------------ | ------------------------ | ------------------------- | ------------------------ | ------------------------ | ------------------------ |
| 2025                     | جوائز كرانشي رول للأنمي  | أفضل أنمي إيسيكاي (خيالي) | كونوسوبا                 | رُشِّح                      | [ 2 ]                    |
| 2025                     | جوائز كرانشي رول للأنمي  | أفضل انمي كوميدي          | كونوسوبا                 | رُشِّح                      | [ 2 ]                    |